# 木下綾菜
木下 綾菜（きのした あやな、1996年7月14日 - ）は、日本のタレント、歌手で、女性アイドルグループ『さんみゅ〜』の元メンバー。
埼玉県出身。サンミュージックプロダクション所属。

## 経歴
2004年、芸能界にデビュー。テレビ出演の中での初仕事は、金曜ドラマの『霊感バスガイド事件簿』、映画では『レディ・ジョーカー』に出演。
2012年、講談社主催のアイドルオーディション『ミスiD2013』に出場。ミスiD2013に選ばれた。
同年、サンミュージックプロダクション の女性アイドルグループ『さんみゅ〜』のメンバーとなり、2013年には同グループのメンバーとしてメジャーデビューした。グループは2020年で解散。
2017年、「フューチャーカード バディファイト バッツ」のエンディング主題歌『向い風にファイト!』でソロデビュー。

## 出演

### テレビドラマ
- 金曜ナイトドラマ「霊感バスガイド事件簿」（2004年6月11日、テレビ朝日） - 河名充代（幼少時代） 役
- 仮面ライダー響鬼（2006年1月、テレビ朝日） - 出崎直美 役
- 連続ドラマ「母親失格」（2007年1月、東海テレビ・フジテレビ） - 松下千賀子（幼少時代） 役
- 火曜ドラマゴールド「30億円ダイヤ強奪!保険調査員村木修介の災難」（2007年2月27日、日本テレビ） - 村木春海 役
- チャレンジド（2009年10月、NHK総合） - 紺野未来 役
- 遺留捜査 第2シリーズ 第6話（2012年8月23日、テレビ朝日） - 松下友美（高校時代） 役
- 金曜プレステージ「警部補・佐々木丈太郎5」（2013年3月15日、フジテレビ） - 矢代理沙 役
- テッパチ!（2022年8月31日、フジテレビ） - 日菜 役

### バラエティー
- 世界の果てまでイッテQ!（2007年7月、日本テレビ） - イッテQキッズ
- えいごでしゃべらないとJr.（2008年 - 2009年、NHK教育） - えいごキッズ
- オザワナイト (TBS)

### ラジオ
- 劇団サンバカーニバル（2015年4月 - 9月[8]、FM-FUJI） - 劇団ひとりのアシスタント[9]

### 映画
- レディ・ジョーカー（2004年12月、東映）
- 死霊波（2005年2月5日）
- シグロ「ジーナ・K」（2005年8月27日） - 谷本まゆみ 役
- 七人の弔（2005年8月13日） - 増岡の娘 役
- お姉チャンバラ（2008年4月26日、トルネード・フィルム） - 彩（幼少） 役
- 中野JK〜退屈な休日〜（2015年）[10]
- Spring Concerto （2019年）[11]
- 銀幕彩日（2021年公開）

### 舞台
- ミュージカル「しゅごキャラ!」（2009年8月13日 - 23日）[12] - 相場 役、他
- 新感覚音楽劇「星空ロック」 (2016年7月30日 - 7月31日、ザムザ阿佐ヶ谷) [13]
- OH,MY GODDESS!!〜あなたが望むなら〜 （2019年1月16日 - 20日、博品館劇場）[14]
- 浮遊するfitしない者達 （2019年4月10日 - 14日、俳優座劇場）[15]
- 舞台「OZMAFIA!! sink into oblivion」（2019年10月23日 - 27日、スペース・ゼロ）[16]- グレーテル 役
- 遠慮ガチナ殺人鬼（2021年6月9日 - 14日、シアターグリーン BIG TREE THEATER）[17]
- ミュージカル『美少女戦士セーラームーン』 - セーラーネプチューン / 海王みちる 役
  - ミュージカル『美少女戦士セーラームーン』かぐや姫の恋人（2021年9月3日 - 12日、天王洲 銀河劇場）[18]
  - 『美少女戦士セーラームーン』30周年記念 Musical Festival -Chronicle-（2022年11月17日 - 20日、品川プリンスホテル ステラボール）[19]
- おおばかもの～メレンゲとわすれもの～（2021年11月17日 - 21日、草月ホール） - 三宅峰子 役[20][21]
- 舞台『獅子の如く～戦国湯舟評定～』厳冬の陣（2021年12月22日 - 27日、六行会ホール） - 千代 役[22][23]
- コミック探偵（2022年3月30日 - 4月3日、シアターグリーン BIG TREE THEATER） - 神崎学 役[24][25]
- アジール街に集う子たち（2022年7月2日 - 10日、吉祥寺シアター） - ちい 役[26][27]
- 「湯もみガールズⅨ」～いつだって馬鹿正直におもてなし？！～（2023年7月13日 - 17日、萬劇場） - 主演・つき子 役[28][29]
- ミュージカル「コードギアス 反逆のルルーシュ 正道に准ずる騎士」（2023年9月16日 - 10月1日、京都劇場 他） - ユーフェミア・リ・ブリタニア 役[30]

### CM
- みずほ銀行 「本当にかんたんだったんです。篇」（2016年12月）[31]

### 写真展
- 美少女メディア「向日葵 –himawari–」写真展 （2017年11月11日 - 15日、WONDER PHOTO SHOP）[32]

### Web
- 野性爆弾のザ・ワールド チャネリング内ミニドラマ『ソドム団長とゴモラ人間』（2017年 - 、Amazonプライム） - おこまちゃん 役[33]